# Jon Magunazelaia
Jon Magunazelaia Argoitia (Éibar, Guipúzcoa, España, 13 de julio de 2001) es un futbolista español que juega de centrocampista en el Córdoba C. F., de la Segunda División de España, cedido por la Real Sociedad.

## Trayectoria
Nacido en Éibar, Guipúzcoa, es un jugador formado en la cantera de la S. D. Eibar y en su equipo cadete había anotado 25 goles. En 2016, se incorpora a Zubieta para ingresar en la estructura de la Real Sociedad de Fútbol en su equipo cadete a las órdenes de Iñaki Satrustegi con el que disputó Liga Vasca Cadete, equipo con el que salió campeón. 
Tras un breve paso por el Easo, en la temporada siguiente daría el salto al División de Honor Juvenil donde jugó 13 partidos, logrando dos goles.
En la temporada 2020-21, se incorpora a la plantilla de la Real Sociedad "C" de la Tercera División de España.
En la temporada 2021-22, seguiría jugando a las órdenes de Sergio Francisco en la Real Sociedad "C" de Segunda División RFEF y alternando participaciones con la Real Sociedad "B" de la Segunda División de España.
El 18 de septiembre de 2021, debutó en la Segunda División de España ante el Real Zaragoza en un encuentro que acabaría con empate a uno, marcando el primer gol del encuentro en su debut a los 85 segundos de juego.
El 12 de diciembre de 2023, Jon haría su debut oficial en la UEFA Champions League con la Real Sociedad ante el Inter de Milán en un encuentro que terminaría con empate a cero. 

## Estadísticas

### Clubes
Actualizado al último partido disputado el 3 de noviembre de 2024.
| Club                       | Div.          | Temporada     | Liga  | Liga  | Copas nacionales | Copas nacionales | Copas internacionales | Copas internacionales | Total | Total |
| Club                       | Div.          | Temporada     | Part. | Goles | Part.            | Goles            | Part.                 | Goles                 | Part. | Goles |
| -------------------------- | ------------- | ------------- | ----- | ----- | ---------------- | ---------------- | --------------------- | --------------------- | ----- | ----- |
| Real Sociedad "C" · España | 3.ª           | 2020-21       | 24    | 5     | ―                | ―                | ―                     | ―                     | 24    | 5     |
| Real Sociedad "C" · España | 2.ª F         | 2021-22       | 8     | 1     | ―                | ―                | ―                     | ―                     | 8     | 1     |
| Real Sociedad "C" · España | Total club    | Total club    | 32    | 6     | 0                | 0                | 0                     | 0                     | 32    | 6     |
| Real Sociedad "B" · España | 2.ª           | 2021-22       | 26    | 3     | —                | —                | ―                     | ―                     | 26    | 3     |
| Real Sociedad "B" · España | 1.ª F         | 2022-23       | 31    | 7     | —                | —                | ―                     | ―                     | 31    | 7     |
| Real Sociedad "B" · España | 1.ª F         | 2023-24       | 15    | 3     | —                | —                | ―                     | ―                     | 15    | 3     |
| Real Sociedad "B" · España | Total club    | Total club    | 72    | 13    | 0                | 0                | 0                     | 0                     | 72    | 13    |
| Real Sociedad · España     | 1.ª           | 2023-24       | 5     | 0     | 5                | 0                | 1                     | 0                     | 11    | 0     |
| Real Sociedad · España     | 1.ª           | 2024-25       | 2     | 0     | 0                | 0                | 0                     | 0                     | 2     | 0     |
| Real Sociedad · España     | Total club    | Total club    | 7     | 0     | 5                | 0                | 1                     | 0                     | 13    | 0     |
| Total carrera              | Total carrera | Total carrera | 111   | 19    | 5                | 0                | 1                     | 0                     | 117   | 19    |